# چنگیز مولایی
چنگیز مولایی (متولد ۱۳۴۵) زبان‌پژوه ایرانی و استاد فرهنگ و زبان‌های باستانی در دانشگاه تبریز است.
او از دی‌ماه ۱۴۰۳ عضو پیوستهٔ فرهنگستان زبان و ادب فارسی است.
مولایی فارغ‌التحصیل لیسانس زبان و ادبیات فارسی از دانشگاه تبریز به سال ۱۳۶۸ و فوق لیسانس فرهنگ و زبان‌های باستانی ایران از دانشگاه تبریز به سال ۱۳۷۲ و دکترای فرهنگ و زبان‌های باستانی ایران از دانشگاه تهران به سال ۱۳۷۷ شمسی است.
او برگزیده بخش زبانشناسی در یازدهمین جشنواره نقد کتاب بود و برای تألیف کتاب فرهنگ زبان فارسی باستان، نویسندهٔ برگزیدهٔ نشان فروهر شد.

## کتاب‌ها
- راهنمای زبان فارسی باستان، ت‍ه‍ران: م‍ه‍رن‍ام‍گ ‏‫، ۱۳۸۴. ‮‬
- فرهنگ زبان فارسی باستان، تهران: آوای خاور‏‫، ‏‫۱۳۹۹. ‬‬
- داستان جم؛ بررسی فرگرد دوم وندیداد، تهران: آوای خاور‏‫، ۱۴۰۲. ‬
- بررسی فروردین یشت (سرود اوستایی در ستایش فروهرها)، ت‍ب‍ری‍ز: دان‍ش‍گ‍اه ت‍ب‍ری‍ز‏‫‏، ۱۳۸۲. ‬
- آبان یشت (سرود اوستایی در ستایش اردوی سور اناهید)، تهران: مرکز دایرةالمعارف بزرگ اسلامی، مرکز پژوهش‌های ایرانی و اسلامی‏‫، ۱۳۹۲. ‬